# Exénetos d'Agrigente
Exénetos d'Agrigente (grec ancien : Ἐξαίνετος Ἀκραγαντῖνος), parfois Exaenetos ou Exagentos est un vainqueur olympique originaire de la cité d'Agrigente.
Il remporta la course à pied du stadion d'une longueur d'un stade (environ 192 m) lors de deux Jeux olympiques consécutifs, les 91e et 92e, en 416 et 412 av. J.-C.,.
Après sa seconde victoire, sa cité, Agrigente, lui offrit un triomphe. Il fut accompagné lors de son entrée dans la ville d'un cortège de 300 chars tirés par deux chevaux blancs. Ce cortège était autant une célébration du vainqueur olympique qu'une mise en avant de la richesse de la cité,.

## Sources
- (en) Paul Christesen, Olympic Victor Lists and Ancient Greek History, New York, Cambridge University Press, 2007, 580 p. (ISBN 978-0-521-86634-7).
- Eusèbe de Césarée, Chronique, Livre I, 70-82. Lire en ligne.
- (en) Mark Golden, Sport in the Ancient World from A to Z, Londres, Routledge, 2004, 184 p. (ISBN 0-415-24881-7).
- (en) David Matz, Greek and Roman Sport : A Dictionnary of Athletes and Events from the Eighth Century B. C. to the Third Century A. D., Jefferson et Londres, McFarland & Company, 1991, 169 p. (ISBN 0-89950-558-9)
- (it) Luigi Moretti, « Olympionikai, i vincitori negli antichi agoni olimpici », Atti della Accademia Nazionale dei Lincei, vol. VIII,‎ 1959, p. 55-199.